# Naqshbandism
Naqshbandiyyah (نقشبندية‎ în arabă) este numele uneia dintre cele mai mari ramuri sunnite de Sufism, întâlnită în multe părți ale lumii precum Kurdistan, Afganistan, Turcia, Asia Centrala, Pakistan, China, Egipt, India, dar și în Europa și America.
Numele acesteia provine de la Baha-ud-Din Naqshband Bukhari, fondatorul naqshbandismului, un descendent îndepărtat al profetului și al lui Abu Bakr, primul calif sunnit al islamului , dar având și legături directe cu califul 'Ali, legături care sunt evidențiate în ceea ce se numește "Lanțul de Aur" (Este vorba de lanțul de legătură dintre fiecare lider religios, căruia i s-a oferit ijazah sau permisiunea pentru dhikr (pomenirea) lui Dumnezeu de către propriul său profesor, care la rândul lui a primit acest acord de la un alt învățat în acest domeniu, oferindu-i astfel legitimitatea să transmită cunoștințele pe care le-a dobândit următoarei generații de studenți în modul tradițional de transmitere sufită). Numele acestui ordin mai are o semnificație simbolică, acest cuvânt însemnând „cel care imprimă forme pe cârpă”, reprezentând conceptul de a desena și imprima metaforic numele lui Dumnezeu în inima credinciosului. Deși Baha-ud-Din Naqshband Bukhari este una dintre personajele iconice ale acestei ṭarīqa, Ubaydullah Ahrar a fost personajul care a jucat un rol foarte important în consolidarea acestei ramure a sufismului.
Istoric vorbind, acest ordin nu este unul nou. Conform cărții lui Hisham Kabbani "The Naqshbandi Sufi Way: History and Guidebook of the Saints of the Golden Chain", acesta spune că ar fi apărut chiar de pe vremea lui Abu Bakr, fiind cunoscut sub un alt nume: as-Siddiqiyya. , ulterior at-Tayfuriyya, al-Khwajakaniyya, an-Naqshbandiyya, an-Naqshbandiyya al-Mujaddidiyya, al-Naqshbandiyyat al-Khalidiyya, în timp ce în prezent, acesta este numit al-Naqshbandiyyat al-Haqqaniyya.

## Principii:
Susținătorii acestui tip de sufism urmează un set reguli, care în total sunt 11 la număr. Primele 8 au fost implementate de către Abdul Khaliq Ghijduvani, ultimele 3 fiind introduse ulterior de către Baha-ud-Din Naqshband Bukhari.
Acestea sunt:

### 1. Hush dar baraj(sau baraj hosh dar) - Atenția acordată respirației
Individul trebuie să fie conștient de propria lui respirație, inspirând și expirând cu atenție, într-un mod natural și ritmic, totodată amintind numele lui Dumnezeu în timpul procesului.

### 2. Nazar ba kadam(sau nazar bar qadam) - Atenția acordată drumului
Atenția acordată drumului, se referă la conștientizarea intențiilor celor din jur și lumii înconjurătoare. Credinciosul trebuie să se concentreze asupra căii alese de el, fără a fi distras de la obiectivul propriu de factorii externi, fiind deschis să îmbrățișeze oportunitățile ce i se ivesc în cale, astfel încât să fie pregătit să facă ceea ce trebuie la momentul potrivit.

### 3. Safar dar watan- Călătoria în patrie (în sine)
Efectuarea unei călătorii interioare, adică în interiorul propriului său, observându-se într-un mod detașat dar nu excesiv de critic, învățând din greșeli și bucurându-se de calitățile lui lăudabile, astfel o cunoaștere de sine profundă este încurajată.

### 4. Khilwat dar anjuman(sau khalwat dar anjuman) - Solitudinea în public (izolarea de factorii externi)
Dezvoltarea abilității credinciosului de a se detașa și de a se distanța de larma provocată de mediul extern, tulburările și confuzia ce vin împreună cu această viață, și de a rămâne liniștit, calm, mai ales prin intermediul exercițiului de amintire a lui Dumnezeu, dhikr. Deși în viața aceasta avem contact direct și fizic cu lumea ce ne înconjoară, drumul credinciosului este unul interior, Dumnezeu fiind destinația finală.

### 5. Yad kardan(sau yad kard) - Exerciții de amintire, de rememorare
Credinciosul trebuie să își aducă aminte de experiențele pe care le-a avut de-a lungul vieții,  prin intermediul cărora să poată să se alimenteze cu energie pozitivă. Din nou, dhikr-ul interior sau vocalizat, amintirea sau menționarea numelor lui Dumnezeu, pentru a rămâne atent și alert și astfel încât inima să devină conștientă de prezența Acestuia. 

### 6. Baaz gasht(sau baz gasht) - Reținerea, cumpătarea
Disciplina de sine, cultivarea răbdării, împiedicarea gândurilor credinciosului să se abată atunci când repetă shahada (declarația de uniune dintre un musulman și Dumnezeu și acceptarea lui Muhammad ca profet al său), sunt trăsături imperative pentru un adept al naqhsbandismului.

### 7. Neegar dashtan(sau nigah dasht) - Circumspecția
Credinciosul trebuie să fie atent întotdeauna la prezența lui Dumnezeu. Trebuie să fie alert, atent și deschis la energia pozitivă. Acesta trebuie să fie perfect conștient de efemeritatea gândurilor, energia lui psihică trebuie să fie în permanență ancorată numai în Dumnezeu și în preaslăvirea Lui, repetând Al-kalimat at-tayyiba (cuvintele cele bune) "La-ilaha il-Allah Muhammad ar-rasul-Allah"

### 8. Yad dashtan(sau yad dasht) - Reamintirea, rememorarea
Credinciosul trebuie să fie mereu conștient de trăirile și amintirile pe care acesta le-a dobândit, fiind vitale pentru o cunoaștere de sine profundă, care într-un final aduce la o cunoastere mai buna a lui Dumnezeu și la apropierea față de El.

### 9. Ukufi zamani(sau wuquf-e zamani) - Oprirea în timp
Amorțirea intelectului, prejudecăților, preconceptiilor și a gândirii condiționate. Credinciosul trebuie să țină cont de modul în care și-a petrecut timpul, fiind recunoscător pentru ceea ce face bine, și cerandu-și iertare pentru cele greșite, concentrându-se să își dedice cât mai mult din viața lui pe reamintirea și invocarea lui Dumnezeu, cerându-și iertare de la El.

### 10. Ukufi adadi(sau wuquf-e adadi) - Oprirea la un număr specific
Credinciosul trebuie să se asigure că dhikr, adică reamintirea numelui lui Dumnezeu a fost repetată de un număr de ori impar. (Este utilizat sistemul Amjad, un sistem în care literele unui cuvânt i se asociază numere matematice. La final, suma acelor numere este obținută și se obține astfel un număr ce reprezintă la rândul lui un concept sau un alt cuvânt. 

### 11. Ukufi qalbi(sau wuquf-e qalbi) - lit. Oprirea inimii (sau pauza)
Vizualizarea inimii cuiva, purtându-i scris numele lui Dumnezeu. Acest proces simbolizează țelul vital al credinciosului, ilustrând neimportanța și non-valoarea obiectelor din jur. 

## Pomenirea lui Dumnezeu
Dhikr în limba arabă înseamnă literar “aducere aminte”  “pomenire”. În contextul islamic, acest termen se referă la pomenirea lui Dumnezeu, fie prin pronunțarea numelor acestuia, fie prin diverse fraze islamice precum “Bism-illahi ar-raḥman ar-raḥīm” (în numele lui Dumnezeu cel milos și milostiv”, fie prin citirea anumitor sura (capitole din Coran).
Pentru sufiți în general, reamintirea Lui prin repetarea numelui acestuia, ocupă un loc major. Dhikr este calea pentru a atinge iluminarea spirituală.
Pentru Nazim Al-Haqqani, dhikr este medicamentul spiritual care ajută credinciosul să fie mai aproape de Dumnezeu. Mai mult, acesta sugerează ca dhikr nu ajută doar sufletul și starea psihică a celui care participă în procesul acesta, ci mai mult, poate ajuta și trupul.
Sufiții naqshbandi sunt adepții dhikr-ului silențios (dhikr ḫāfī), fiind una dintre cele mai proeminente trăsături ale acestora. Justificarea acestora pentru preferința față de acest tip de dhikr este pentru că atunci când un om este "preocupat de mișcarea limbii, nu mai este preocupat să fie absorbit în direcționarea inimii spre unirea cu Dumnezeu.", spune Jamil Abun-Nasr.

### Dhikrîn Europa:
Articoulul intitulat "SPIRITUALITY AMIDST THE UPROAR OF MODERNITY: The Ritual of Dhikr and its Meanings among Members of Naqshbandy Sufi Order in Western Europe" descrie descrie modul în care a fost observat că decurge procesul de dhikr într-o comunitate de musulmani în Olanda și Germania. El menționează următoarele secvențe:
1. Dhikr are loc în grup, în fiecare vineri în jurul orei 20, în casa șeicului.
2. Membrii se așează într-un cerc (ḫalaqa), (femeile formând un cerc separat de bărbați). În momentul în care credincioșii fac acest cerc, și îngerii repetă același proces în al șaptelea paradis. Totuși, așa cum a observat autorul acestui articol, în situația în care nu există suficient spațiu pentru un cerc, aceștia se pot înșira într-un ṣaff (rând), separându-se bărbații de femei.
3. În situația în care unul dintre indivizi întârzie, acestuia îi este permis să intre în cerc, însă cercul trebuie să fie închis pentru a se asigura că satana nu poate să îl pătrundă.
4. De multe ori este utilizat și musc sau alte parfumuri și uleiuri parfumate, muscul fiind utilizat în mod special datorită atribuțiilor sale spirituale, care încurajează sufletele bune. Această obicei este sprijinit de tradiția profetică ce susține că îngerii sunt atrași de tot ceea ce miroase frumos, spre deoebire de spiritele rele care sunt atrase de tot ceea ce este urât mirositor.[11]
5. Șeicul începe cu dhikr-ul colectiv, încurajându-i pe participanți să își îndrepte atenția asupra inimilor lor. Aceștia recită shahada (mărturia de credință) și istiġfār (cererea de iertare), urmate ulterior de capitole din Coran și apoi de laude la adresa Domnului și rugăciuni.
6. Șeicul repeta sintagma “lā ʾilāha ʾillā -llāh” (nu există un alt Dumnezeu, înafară de Dumnezeu), în timp ce credincioșii își mișcă împreună captele în ritmul vorbelor acestuia.
7. Împreună ei recită și numele lui Dumnezeu.

Motivul pentru care acest dhikr are loc împreună cu un grup, după spusele șeicului din Deft (căruia i-a fost luat acest interviu), este că prietenia și strânsa legătura spirituală dintre participanți întărește aura, fiind astfel mai puternică. Totodată, acesta încurajează dhikr-ul individual zilnic, ce are ca scop menținerea energiei acumulată în timpul dhikr-ului ce a avut loc în grup. „Prin dhikr vrem să devenim una cu nimicul. Este posibil ca alți oameni să își dorească să fie ceva sau cineva, dar noi vrem să nu fim nimic. Pentru a nu fi nimic, trebuie să ne ucidem ego-ul, pentru că noi nu putem sluji doi zei. “ 

O altă tradiție adoptată de către sufiții naqshbandiți prin care se observă fenomenul dhikr-ului este Mawlid (cunoscută și sub denumirea Mawlid an-Nabi ash-Sharif), o sărbătoare în care o serie de texte sunt citite cu voce tare și cântate în cinstea nașterii Profetului Muhammad. Această tradiție în comunitatea tătară din a fost încurajată de către șeicul Zaynulla Rasulev în secolul al XX-lea . Această sărbătoare totuși nu este una recentă, devenind sărbătoare națională pentru prima dată în anul 1207, în Erbil (Irak-ul de astăzi), organizată prima dată de către Muzaffar ad-Din Gokburi. Datorită faptului că acesta era un sufit, pentru sufiții din toată lumea, acest eveniment a devenit unul important în tradițiile lor.

### Murāqaba
Murāqaba (observare) se referă la o anumită forma de comuniune spirituală În contextul sufit, acesta este un tip de medidație. În această practică, credinciosul dezvăluie misterul vieții pierzându-se intenționat în ea. Acesta își imaginează bătăile inimii sale strigând numele lui Dumnezeu și crede cu tărie că inima lui îl cheamă pe Allah cu fiecare bătaie. Prin murāqabah, o persoană veghează asupra inimii sale (spirituale) și capătă o perspectivă asupra relației inimii cu creatorul său și cu propriul său mediu.

### Tawajjuh
Tawajjuh este baza spritualității. Este procesul de transfer al luminii spirituale (fa'iz) pe care șeicul o  transferă din inima sa iluminată în inimile celor care îl urmează. În spiritualitatea islamică, este recomandat ca musulmanul să fstea din ce în ce mai mult în compania șeicului său pentru a primi această iluminare spirituală prin tawajjuh, astfel în fiecare zi, credinciosul se va apropia mai mult de Dumnezeu.

## External links
- Materiale media legate de Naqshbandism la Wikimedia Commons